# Castelul Salmeniko

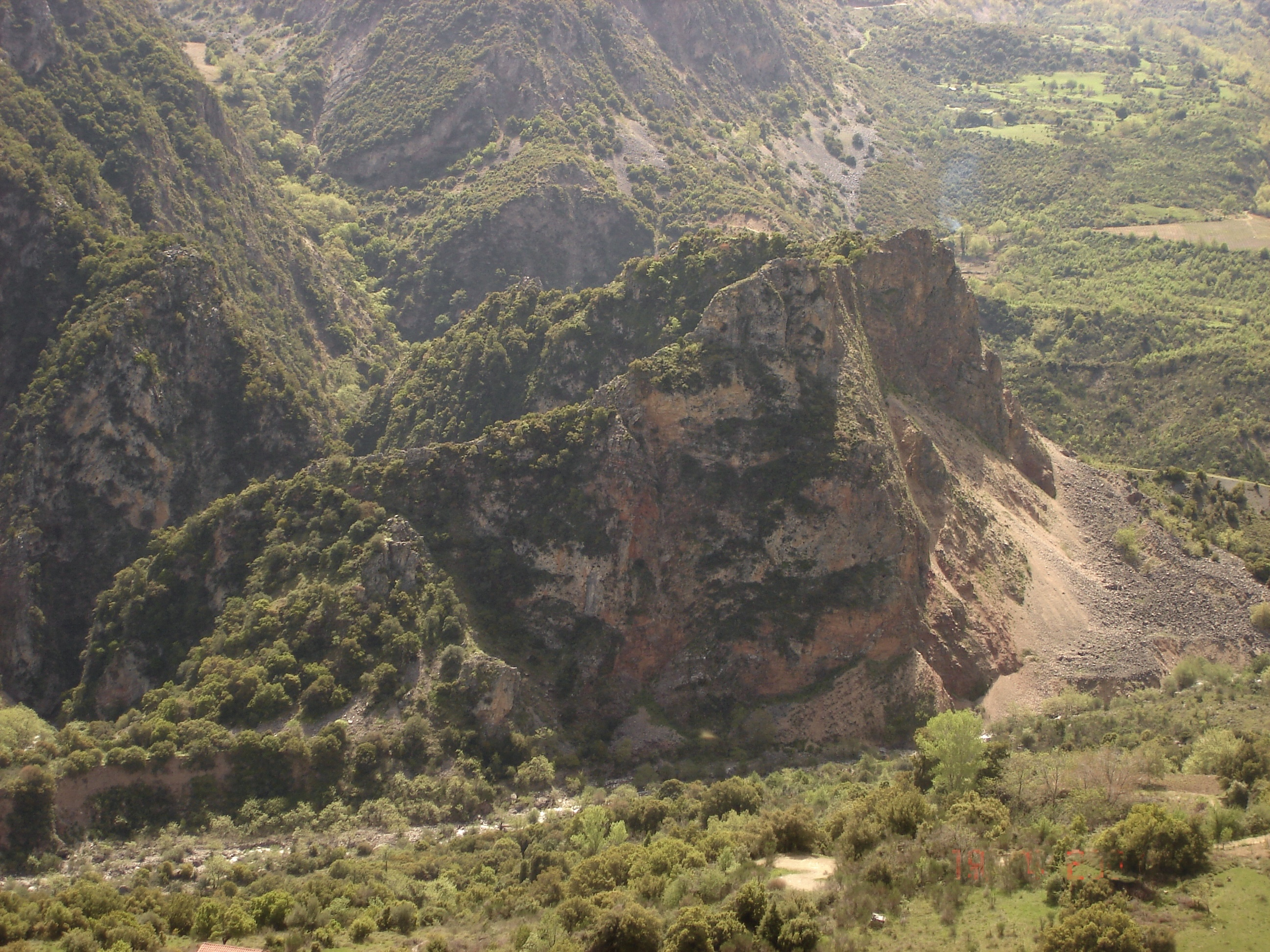
Muntele unde a fost construit castelul

Castelul Salmeniko (în greacă Κάστρο του Σαλμενίκου, Kastro tou Salmenikou ) sau Castelul Orgia sau Oria (Κάστρο Οργιάς / Ωριάς,  Kastro tis Orias) a fost un castel la poalele muntelui Panachaiko⁠(d), în municipalitatea modernă Aigialeia⁠(d), Prefectura Ahaia, Grecia.

## Istorie
Castelul a fost construit pentru prima dată de baronii locali ai principatului latin Ahaia între 1280 și 1310, după Cruciada a patra. Cu trecerea timpului, un oraș mare s-a dezvoltat în jurul său. Locul era puternic în mod natural, în vârful unui deal în spatele căruia curgea râul Foinikas. Din cauza stâncilor abrupte de acolo, nu au fost necesare fortificații.
În 1460, sultanul otoman Mahomed al II-lea a invadat Peloponezul, iar castelele Despotatului bizantin al Moreei s-au predat, unul după altul, deseori fără rezistență. Salmeniko a fost ultima cetate care s-a împotrivit, sub comanda lui Graitzas Paleologul. Cetatea a rezistat un an, deoarece armele de asediu otomane nu i-au putut distruge zidurile. Abia după ce ienicerii au reușit să găsească și să taie linia de alimentare cu apă a fortului, orașul s-a predat. Conform tradiției populare, locuitorii au aruncat bureți legați de frânghii din castel și, astfel, au strâns apă din râul de jos, până când ienicerii i-au descoperit și au început să le taie frânghiile. Locuitorii orașului, 6.000 de persoane conform istoricului Stefanos Thomopoulos, au fost înrobiți, în timp ce 900 de copii au fost aleși ca Devșirme (tributul de sânge).
Cu toate acestea, Graitzas Paleologul și câțiva apărători au continuat să reziste în cetate. Ca o condiție pentru predarea ei, el a cerut garantarea trecerii în siguranță a oamenilor săi. Mahomed a acceptat, i-a lăsat în pace și a plecat la Aigio, lăsându-l pe un anume Hamouzas ca guvernator al Peloponezului și Tesaliei și să supravegheze plecarea lui Graitzaa. Hamouzas a încălcat acordul și i-a arestat pe primii oameni care au încercat să părăsească cetatea. Informat de acest lucru, Mahomed l-a înlocuit cu Zaganos Pașa și a părăsit Peloponezul. Cu toate acestea, și Zaganos a reînceput asediul cetății. Graitzas apoi a încercat să iasă și a reușit să străpungă liniile otomane (în iulie 1461) și să găsească refugiu în cetatea deținută de venețieni de la Lepanto. Căderea cetății Salmeniko a însemnat cucerirea completă a Peloponezului (cu excepția exploatațiilor venețiene Nauplion, Methoni și Koroni etc.) de către otomani.
În prezent castelul și orașul se află în ruine, care sunt încă vizibile la fața locului. Un pod medieval a rămas intact, în apropiere aflându-se „stânca Oria” (Βράχος της Ωριάς), unde, conform tradiției locale, o prințesă a fost ucisă de un trădător în timpul asediului otoman.